# (14277) Parsa
(14277) Parsa est un astéroïde de la ceinture principale.

## Description
(14277) Parsa est un astéroïde de la ceinture principale. Il fut découvert le 2 février 2000 à Socorro (Nouveau-Mexique) par le projet LINEAR. Il présente une orbite caractérisée par un demi-grand axe de 2,80 UA, une excentricité de 0,05 et une inclinaison de 3,9° par rapport à l'écliptique.

## Compléments